# Mirto (empresa)
MIRTO es una marca española de moda, especialmente a la fabricación de camisas bajo la marca de mismo nombre  fundada por Ricardo Fraguas Álvaro en 1956, en Madrid. Opera a través de un grupo de empresas cuya cabecera es Mirto Corporación Empresarial SL. Actualmente, es una de las compañías líderes en el sector de la moda para hombres, con distribución en 25 países. Entre los principales clientes de la compañía destacan personalidades como la Familia Real o como destacados artistas, directivos y otras personalidades españolas.

## Historia
En los años 50 las camisas que se comercializaban en España tenían muy poca variedad. Con la idea de darle al mercado de la camisa una mayor calidad y nuevos diseños,  Ricardo Fraguas Álvaro fundó, junto a un grupo de socios y amigos, en Madrid en 1956, la marca MIRTO (y su grupo de sociedades actualmente integradas en el grupo MIrto Corporación Empresarial SL, de capital 100% español). Inicialmente dedicada a la fabricación de camisas, actualmente diseña, fabrica y comercializa una amplia gama de productos de moda.
El nombre de la compañía procede del Mirto, un arbusto mediterráneo muy apreciado por las culturas griega y romana, relacionado tradicionalmente con la elegancia.
La expansión de la marca se asentó en su presencia en los grandes almacenes y establecimientos multimarca, en especial en el líder del sector en España en ese momento, El Corte Inglés.
En los años 80 la marca siguió expandiéndose, esta vez con la incorporación al grupo de las marcas EXIGENCY y LIZA. El siglo XXI trajo al grupo un cambio en su dirección general, pasando a estar ocupada por Ricardo Fraguas Gadea, hijo del fundador. Más recientemente se incorporó al equipo directivo Elena Fraguas Gadea, hija del fundador, como Consejera Adjunta a la Presidencia del grupo de empresas.
En el año 2007, el Ministerio de Trabajo premió al fundador de la empresa, Ricardo Fraguas Álvaro, con la Medalla de Plata al Mérito en el Trabajo.

## Productos
MIRTO comercializa productos de moda, principalmente camisas bajo esta marca. Aunque inicialmente comenzó fabricando ropa para hombre, actualmente también comercializa una extensa colección para mujer. Los productos de MIRTO se caracterizan por una cuidada selección de tejidos y por la producción al estilo tradicional, teniendo como objetivo la confección de la camisa perfecta.
La empresa está especializada en la fabricación de camisas, pero complementa su producción con el diseño y comercialización de otros productos tales como corbatas, polos, pantalones, sastrería, batas, boxers o pijamas.
La marca MIRTO se comercializa en más de 500 puntos de venta en todo el mundo y vende cerca de un millón de prendas por año, principalmente a través de retailers o tiendas multimarcas y grandes almacenes. Con una facturación consolidada de más de 21 millones de euros (2015) a precios mayorista, sus cifras equivalen a una venta de más de 50 millones de euros a Precio de Venta al Público o venta retail.